# アラン・ジョウバン
アラン・ジョウバン（Alan Jouban、男性、1982年11月25日 - ）は、アメリカ合衆国ルイジアナ州ラファイエット出身の総合格闘家。ブラック・ハウス/10thプラネット柔術所属。アラン・ジョバーンとも表記される。

## 来歴
高校で前十字靭帯を損傷するまではサッカーをしていた。23歳からムエタイとブラジリアン柔術を始め、2010年にアマチュア総合格闘技デビュー。
2011年2月18日、プロデビュー戦となったTPFでカイル・グリフィンと対戦し、膝蹴りでKO勝ちを収めた。
2013年5月16日、FCOC MMAウェルター級王座決定戦でリゴ・オロペイザと対戦し、パウンドでTKO勝ちを収め王座獲得に成功した。
2013年10月25日、RFAウェルター級王座決定戦でマイク・ローデスと対戦し、0-3の判定負けを喫し王座獲得に失敗した。

### UFC
2014年8月16日、UFC初参戦となったUFC Fight Night: Bader vs. St. Preuxでセス・バジンスキーと対戦し、左フックでKO勝ち。ファイト・オブ・ザ・ナイトを受賞した。
2015年7月15日、UFC Fight Night: Mir vs. Duffeeでマット・ドワイヤーと対戦し、3-0の判定勝ち。ファイト・オブ・ザ・ナイトを受賞した。
2015年12月、Ermanno Scervinoの広告に起用された。
2016年7月7日、UFC Fight Night: dos Anjos vs. Alvarezでベラル・ムハマッドと対戦し、3-0の判定勝ち。ファイト・オブ・ザ・ナイトを受賞した。
2016年8月、ヴェルサーチの広告に起用された。
2017年3月18日、UFC Fight Night: Manuwa vs. Andersonでウェルター級ランキング9位のグンナー・ネルソンと対戦し、ギロチンチョークで一本負けを喫した。
2018年2月24日、UFC on FOX 28でベン・ソーンダースと対戦し、左ストレートでKO勝ち。ファイト・オブ・ザ・ナイトを受賞した。
2020年11月21日、UFC 255でジャレッド・グッデンと対戦し、3-0の判定勝ち。
2021年5月10日、総合格闘技からの引退を発表。

## 人物・エピソード
- モデルとしてヴェルサーチ、アバクロンビー&フィッチ、ペプシコーラ、トヨタ自動車、T-モバイルなどの広告に起用されている[6]。

## 戦績
| 総合格闘技 戦績 | 総合格闘技 戦績 | 総合格闘技 戦績 | 総合格闘技 戦績 | 総合格闘技 戦績 | 総合格闘技 戦績 | 総合格闘技 戦績 |
| --------------- | --------------- | --------------- | --------------- | --------------- | --------------- | --------------- |
| 24 試合         | (T)KO           | 一本            | 判定            | その他          | 引き分け        | 無効試合        |
| 17 勝           | 10              | 1               | 6               | 0               | 0               | 0               |
| 7 敗            | 3               | 1               | 3               | 0               | 0               | 0               |

| 勝敗 | 対戦相手                         | 試合結果                             | 大会名                                                                | 開催年月日     |
| ○    | ジャレッド・グッデン             | 5分3R終了 判定3-0                    | UFC 255: Figueiredo vs. Perez                                         | 2020年11月21日 |
| ×    | ドワイト・グラント               | 5分3R終了 判定1-2                    | UFC 236: Holloway vs. Poirier 2                                       | 2019年4月13日  |
| ○    | ベン・ソーンダース               | 2R 2:38 KO（左ストレート）           | UFC on FOX 28: Emmett vs. Stephens                                    | 2018年2月24日  |
| ×    | ニコ・プライス                   | 1R 1:44 TKO（右ストレート→パウンド） | UFC Fight Night: Pettis vs. Moreno                                    | 2017年8月5日   |
| ×    | グンナー・ネルソン               | 2R 0:46 ギロチンチョーク             | UFC Fight Night: Manuwa vs. Anderson                                  | 2017年3月18日  |
| ○    | マイク・ペリー                   | 5分3R終了 判定3-0                    | UFC on FOX 22: VanZant vs. Waterson                                   | 2016年12月17日 |
| ○    | ベラル・ムハマッド               | 5分3R終了 判定3-0                    | UFC Fight Night: dos Anjos vs. Alvarez                                | 2016年7月7日   |
| ○    | ブレンダン・オライリー           | 1R 2:15 TKO（肘打ち連打→パウンド）   | UFC Fight Night: Hunt vs. Mir                                         | 2016年3月19日  |
| ×    | アルバート・トゥメノフ           | 1R 2:55 TKO（スタンドパンチ連打）    | UFC 192: Cormier vs. Gustafsson                                       | 2015年10月3日  |
| ○    | マット・ドワイヤー               | 5分3R終了 判定3-0                    | UFC Fight Night: Mir vs. Duffee                                       | 2015年7月15日  |
| ○    | リチャード・ウォルシュ           | 1R 2:19 KO（右フック）               | UFC 184: Rousey vs. Zingano                                           | 2015年2月28日  |
| ×    | ワーレイ・アウヴェス             | 5分3R終了 判定0-3                    | UFC Fight Night: Shogun vs. St. Preux                                 | 2014年11月8日  |
| ○    | セス・バジンスキー               | 1R 4:23 KO（左フック）               | UFC Fight Night: Bader vs. St. Preux                                  | 2014年8月16日  |
| ○    | リッキー・レガー・ジュニア       | 5分3R終了 判定2-1                    | RFA 15: Casey vs. Sanchez                                             | 2014年6月6日   |
| ○    | アーマンド・モントーヤ・ジュニア | 2R 3:33 KO（パンチ）                 | RFA 14: Manzanares vs. Maranhao                                       | 2014年4月11日  |
| ×    | マイク・ローデス                 | 5分5R終了 判定0-3                    | RFA 10: Rhodes vs. Jouban 【RFAウェルター級王座決定戦】               | 2013年10月25日 |
| ○    | クリス・スパング                 | 3R 1:23 TKO（パンチ連打）            | RFA 9: Munhoz vs. Curran                                              | 2013年8月16日  |
| ○    | リゴ・オロペイザ                 | 1R 1:54 TKO（パウンド）              | Fight Club OC: Rumble on the Range 【FCOC MMAウェルター級王座決定戦】 | 2013年5月16日  |
| ○    | キャメロン・メイヤー             | 1R 1:24 KO（パンチ）                 | USA MMA: Stacked 2                                                    | 2012年6月16日  |
| ○    | ダニエル・マクウィリアムズ       | 1R 0:46 ギブアップ（パンチ連打）     | National Fight Alliance: Valley Invasion 2                            | 2012年4月6日   |
| ○    | DJ・ロバーソン                   | 5分3R終了 判定3-0                    | Shark Fights 20                                                       | 2011年10月15日 |
| ○    | アンドリュー・ゴールドスウェイト | 3R 2:37 KO（パンチ連打）             | Shark Fights 17: Horwich vs. Rosholt 2                                | 2011年7月15日  |
| ×    | チディ・ヌジョクアニ             | 3R 1:27 KO（ミドルキック）           | TPF 9: The Contenders                                                 | 2011年5月5日   |
| ○    | カイル・グリフィン               | 1R 0:15 KO（膝蹴り）                 | TPF 8: All or Nothing                                                 | 2011年2月18日  |

## 獲得タイトル
- FCOC MMAウェルター級王座（2013年）

## 表彰
- ブラジリアン柔術 茶帯
- UFC ファイト・オブ・ザ・ナイト（4回）